# Möschbach (Rhein)
Der Möschbach, am Unterlauf auch Spitzenbach genannt, ist ein Bach in Bad Honnef mit einer Länge von knapp 3,5 Kilometern. Er entspringt im Annatal des Siebengebirges und mündet nach Durchquerung des Ortsteils Rommersdorf von rechts in den Mittelrhein. Der Bach trägt die Fließgewässerkennziffer 2719392, sein Einzugsgebiet umfasst 2,4 km².

## Name
Der Gewann-Name „Auf der Möschbach“ bedeutet „(Am) Sperlingsbach“. Der Name Spitzenbach bzw. früher Spitzerbach – bezugnehmend auf den bereits in der Jesuitenkarte von etwa 1749 erwähnten Flurnamen An der Spitze – für den Unterlauf des Baches ist auf einen scharfen Knick zurückzuführen, den er im Bereich der heutigen Hauptstraße zur Umgehung der sogenannten Peschwiese machte. In der Jesuitenkarte von etwa 1749 war der Bach als Rommersdorfer Bach bezeichnet worden.

## Geographie
Der Möschbach ist nach der Typologie der Fließgewässer NRW ein kleiner Talauebach des Grundgebirges.

### Verlauf
Der Möschbach entspringt auf einer Höhe von 265 m ü. NHN im Annatal des Siebengebirges in einem Wald südlich des 329,2 m ü. NHN hohen Ölenders.
Auf seinem ersten Drittel verläuft der Bach entlang der beiden Breiberge und des Korferbergs (196 m ü. NHN) oberirdisch sowie naturnah und wird zweimal gestaut. Auf etwa 127 m ü. NHN nimmt er von links den Tretschbach auf, der früher auch als sein Oberlauf angesehen wurde. Nachdem er das Annatal verlassen hat, tritt er in den Ortsbereich von Rommersdorf ein und begleitet hier schließlich oberirdisch die enge Möschbachstraße im Ortskern, bevor er erstmals in einen Kanal abtaucht. Auf seinem weiteren Lauf ist der Bach entlang der Wilhelmstraße seit 2008 auf einer Strecke von rund 220 m mit einem neuen Verlauf wieder offengelegt.
Zur Unterquerung von Hauptstraße, Bundesstraße 42, Eisenbahnstrecke und Siebengebirgsbahn fließt der Bach wieder unterirdisch, bevor er schließlich auf einer Höhe von ungefähr 49 m ü. NHN von rechts in den Rhein mündet.
Der etwa 3,4 km lange Lauf des Möschbachs endet ungefähr 216 Höhenmeter unterhalb seiner Quelle, er hat somit ein mittleres Sohlgefälle von etwa 63 ‰.

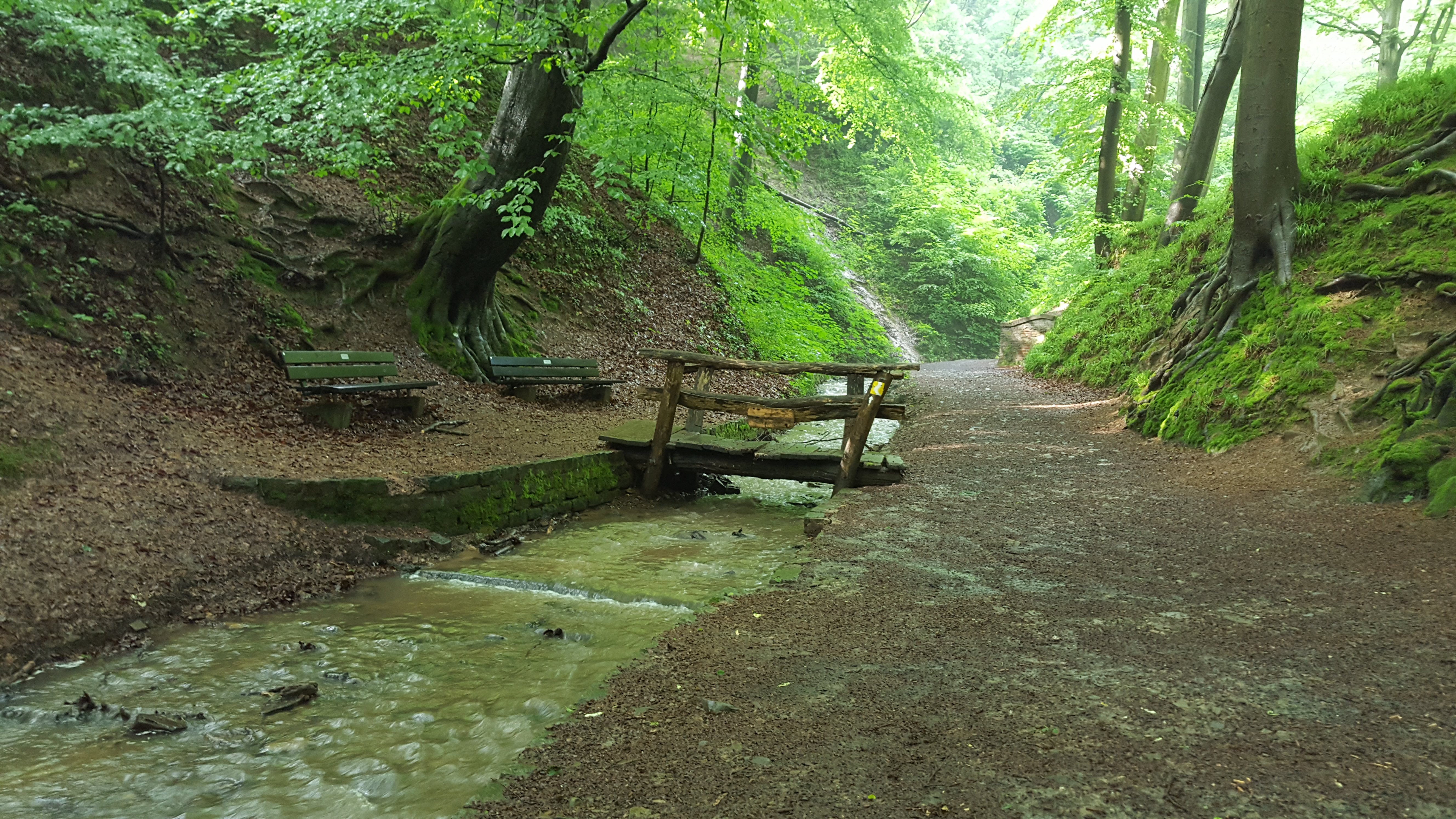
Möschbach im Annatal
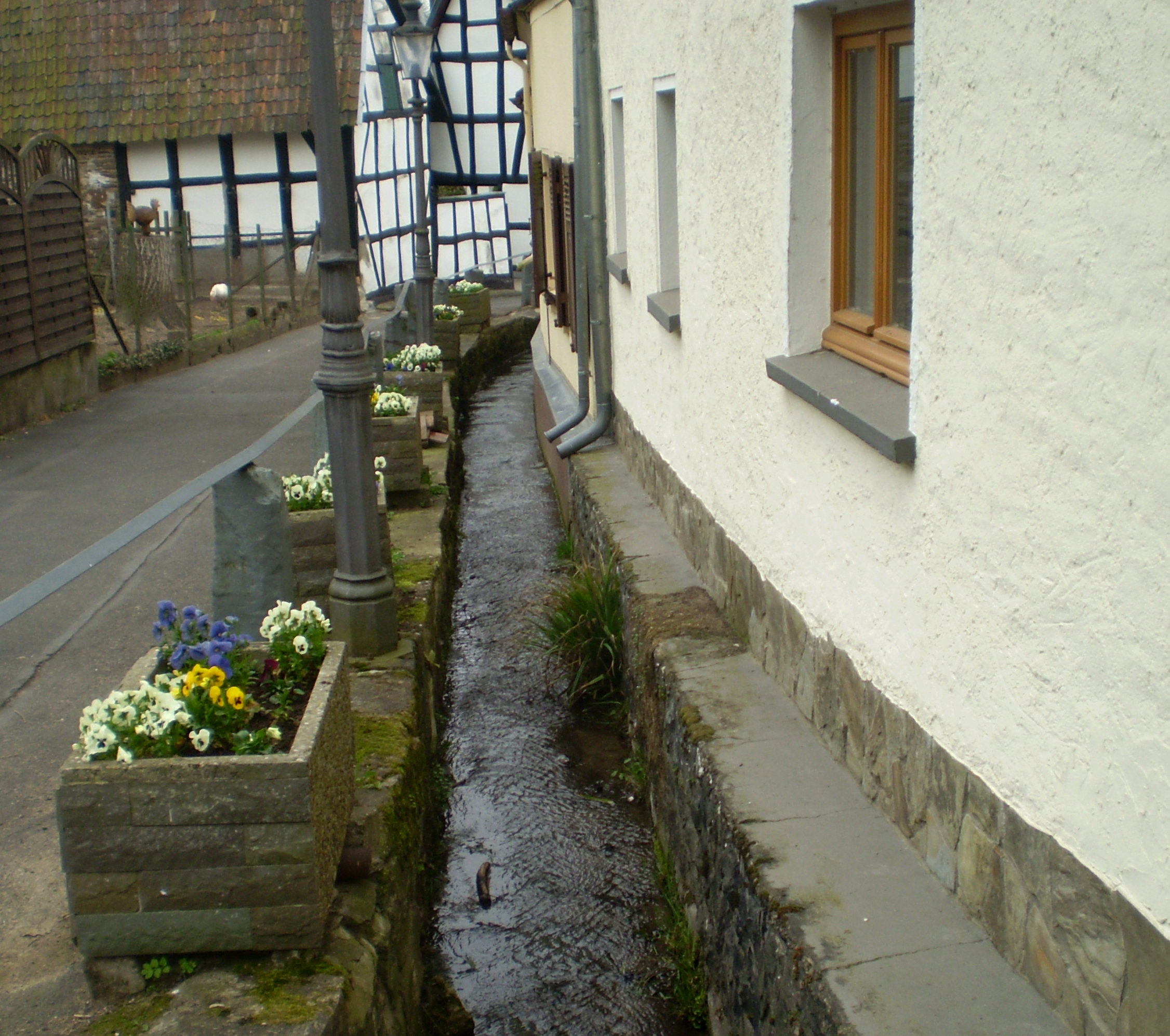
Möschbach im Ortskern von Rommersdorf

### Einzugsgebiet
Das 2,428 km² große Einzugsgebiet des Möschbachs erstreckt sich vom Siebengebirge bis zur Honnefer Talweitung und wird durch ihn über den Rhein zur Nordsee entwässert.
Es grenzt
- im Osten an das Einzugsgebiet des Einsiedlerbachs, der über den Ohbach in den Rhein entwässert;
- im Südosten an das des Poßbachs, der in den Ohbach mündet;
- im Süden an das des Ohbachs direkt und
- im Norden an das des Fonsbachs, der in den Rhein mündet.

Sein Einzugsgebiet ist im Osten zum größten Teil bewaldet und im Westen besiedelt. Die höchste Erhebung ist der 455 m hohe Berg mit der Ruine der Löwenburg im Osten des Einzugsgebiets.

### Zuflüsse
Länge (km), Einzugsgebiet (km²) und mittlerer Abfluss (l/s) nach ELWAS
- Tretschbach (links), 1,5 km, 1,02 km², 7,46 l/s

## Geologie
Auf seinem Abschnitt im Rheintal hat der Möschbach im Holozän einen umfangreichen Schwemmfächer angehäuft, dessen Ablagerungen im Wesentlichen aus tonig-sandigem Schluff bestehen.

## Regulierungen
Auf Höhe der Göringallee (früher Rommersgasse, heute Am Spitzenbach) verlief der Bach noch in den 1920er-Jahren oberirdisch und war zu einem Teich aufgestaut. 1922 wurde er in der Rommersdorfer Ortslage in einem Betonbett und mit Basaltwänden reguliert sowie teilweise überdeckelt, 1925 zwischen Frankenweg und Spießgasse mit Eisenbetondecken und -platten zugedeckt und 1934 an der Wilhelmstraße kanalisiert. 1962 folgte die Kanalisierung entlang der Straße Am Spitzenbach, 2008 wurde der Möschbach an der Wilhelmstraße wiederum mit einem neuen Verlauf offengelegt. Für die Zukunft ist eine weitere Offenlegung des Bachs geplant (Stand: April 2016).

„[I]n Rommersdorf hat [der Bach] manchmal Schaden angerichtet und bei wolkenbruchartigen Regen sich sogar durch die Felder ein Bett bis in die Gräben der alten Burg gebrochen. Jetzt ist ihm im Dorf ein solides Rinnsal gebaut und dadurch hoffentlich den häufigen Klagen der Umwohner abgeholfen.“

An der Möschbachstraße befindet sich eine Rechenanlage, außerdem bestehen mehrere Wasserrückhaltebecken und Mauerwerkbefestigungen.

## Namensgeber
Nach dem Bach ist über die gleichnamige Straße die Haltestelle Bad Honnef Am Spitzenbach der Siebengebirgsbahn benannt.